# Raupolz
Raupolz ist ein Ortsteil des Kneippheilbades Bad Grönenbach im Landkreis Unterallgäu in Bayern.

## Geografie

### Topographie
Der Weiler liegt etwa zwei Kilometer nordöstlich von Bad Grönenbach auf einer Höhe von 658 m ü. NN. Raupolz grenzt im Uhrzeigersinn, im Norden beginnend, an das Dorf Zell, die Weiler Dießlings, Zellereinöde und Schulerloch.

### Geologie
Der Bereich von Raupolz, östlich der Durchgangsstraße, befindet sich auf Schotter der Würmeiszeit des Pleistozäns. Der Untergrund besteht aus Kies und Sand. Westlich der Straße erhebt sich eine Hochterrasse der Rißeiszeit.

## Geschichte
Raupolz wird im Urbar der Herrschaft Grönenbach/Rothenstein 1512 erstmals erwähnt. 1818 wurde Raupolz der Gemeinde Zell zugeordnet.

## Baudenkmäler

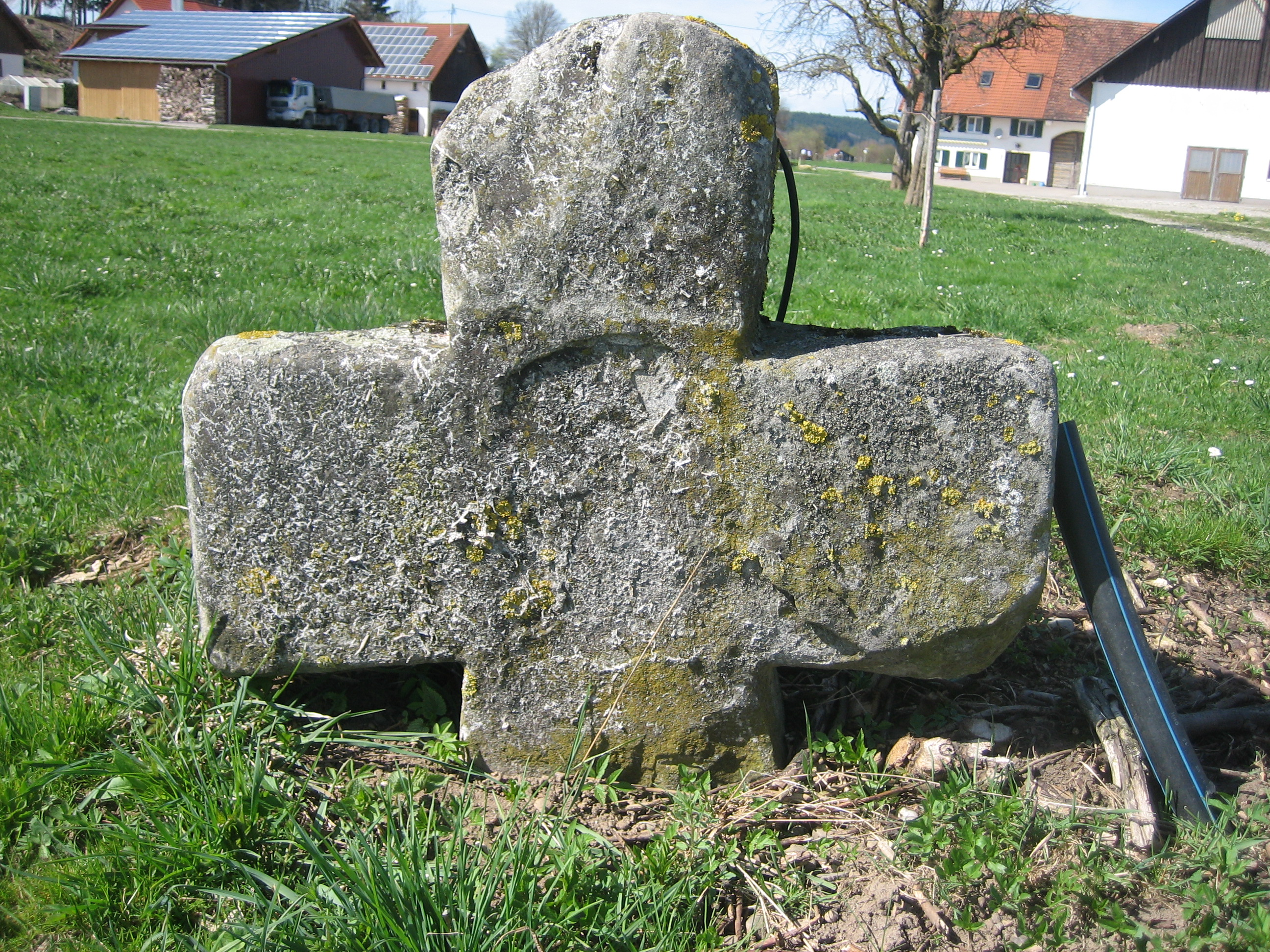
Spätmittelalterliches Sandsteinkreuz in Raupolz

Unweit der Gebäude auf der Ostseite des Weilers befindet sich ein spätmittelalterliches Sandsteinkreuz. Das Kreuz ist ein Denkmal gemäß der Bayerischen Denkmalliste.